# Fanny Dénoix des Vergnes
Fanny Dénoix ou Fanny Dénoix des Vergnes, femme de lettres, surnommée « la muse de l'Oise », est née  Marie-Françoise Descampeaux, à Luchy (Oise) le 16 floréal de l'an VI (5 mai 1798), morte à Beauvais le 17 janvier 1879.

## Biographie
Le père de Marie-Françoise Descampeaux était le précepteur d’un des fils de Louis XV. Mariée en premières noces à M. Lavergnat, chirurgien militaire, elle épouse en secondes noces M. Dénoix des Vergnes. À partir de 1832, elle publie des recueils de poésies sous le nom de « Fanny Dénoix » ou « Fanny Dénoix des Vergnes » .
Elle a échangé de la correspondance avec Victor Hugo, Chateaubriand, Eugène Sue et Lamartine. Son recueil le plus connu est Heures de solitude (1837). En 1843 elle publie une traduction en vers du roman Les Mystères de Paris d'Eugène Sue
. Un prix de poésie "Fanny Dénoix des Vergnes", remis jusqu'en 1914, a été institué à Beauvais après sa mort. Une rue de Beauvais porte son nom depuis 1882. La plaque indique Denoix, sans accent, ce qui correspond à la prononciation locale.

## Ouvrages
- La Fontaine du houx, par Fanny Dénoix
- Jeanne Hachette, ou le siège de Beauvais, poème, par Mme Fanny Dénoix, 1835, récompensé par une mention très honorable de l'Académie de Jeux floraux de Toulouse[5]
- Les Frères de la doctrine chrétienne à Beauvais, lettre écrite au Progrès de la Somme par Mme Fanny Dénoix des Vergnes
- Gisors-Neauffles, par Mme Fanny Dénoix
- À Napoléon III, par Fanny Dénoix des Vergnes
- À S. M. l'impératrice du Mexique, par Fanny Dénoix des Vergnes
- Jefferson Davis devant la haute cour de justice, par Fanny Dénoix des Vergnes
- M. de Cavour, par Mme Fanny Dénoix des Vergnes
- Les Misérables, À M. Victor Hugo, par Fanny Dénoix des Vergnes
- Le Retour, par Fanny Dénoix des Vergnes
- Sans peur et sans reproche, poésie, par Mme Fanny Dénoix des Vergnes
- Heures de solitude, poésies, par Mme Fanny Dénoix, 1837
- Le Concile, lettres écrites au Journal d'Amiens, par Fanny Dénoix des Vergnes
- L'Exposition universelle, mention honorable de la Société philotechnique, avril 1868, par Fanny Denix des Vergnes
- Guerrières et sentimentales, poésies, par Mme Fanny Dénoix
- Honneur à vous ! Aux vertus, au courage, à la gloire, par Fanny Dénoix des Vergnes
- Mystères de Paris (d'après le roman Les Mystères de Paris d'Eugène Sue), poème, par Mme Fanny Dénoix, 1843
- Compiègne, La Forêt, par Mme Fanny Dénoix / Fanny Dénoix des Vergnes
- Pierrefonds, par Fanny Dénoix
- À l'armée française, par Fanny Dénoix des Vergnes, 1850
- Cœur et patrie, par Fanny Dénoix des Vergnes, 1855
- Montataire
- Poésies diverses
- Inondations, par Fanny Dénoix des Vergnes, 1856
- Cancan, par Fanny Dénoix des Vergnes, 1857
- Stances, poème (pour l'inauguration du chemin de fer de Beauvais), 1857
- Beauvais, par Mme Fanny Dénoix des Vergnes, 1858
- Toby, chien de Muse, à Milord, chien de Czar, par Fanny Dénoix des Vergnes, 1865
- Çà et là, Études historiques (comprenant « Visite à monsieur de Chateaubriand »[4]), par Fanny Dénoix des Vergnes, 1865
- Laissez passer la justice d'une femme, par Mme Fanny Dénoix des Vergnes, 1866
- Ma politique, par Fanny Dénoix des Vergnes, 1867